# Maja Iwanowa
Maja Iwanowa (bulgarisch Мая Иванова; * 13. November 1983, englische Transkription Maya Ivanova; verheiratete Maja Dobrewa, bulgarisch Мая Добрева, englische Transkription Maya Dobreva) ist eine bulgarische Badmintonspielerin. 

## Karriere
Maya Ivanova wurde 2001 erstmals bulgarische Meisterin im Damendoppel mit Petya Nedelcheva. 2005 gelang beiden ein weiterer Titelgewinn in dieser Disziplin. Bei den Greece International 2000 wurde sie Zweite im Doppel, bei den Bulgarian International 2001 Dritte. 2005 belegte sie Rang drei bei den Bulgarian International im Mixed.